# Revizionizem
Pri revizionizmu ne govorimo o splošni (in neposredni) diskreditaciji marksistične teorije; revizionizem na primer ne trdi, da se je Marx v svojih delih popolnoma motil glede kapitalistične družbe. Ne govorimo niti o popularni paroli, da je Marx sicer pravilno opisoval »klasični kapitalizem«, ki pa je »preživet«. Govora je nasprotno o potvarjanju marksističnega nauka na takšen način, da se mu odvzame vsaj eden izmed elementov, ki so ključni za njegovo revolucionarnost, s tem pa postane skladen z buržoaznimi razlagami kapitalistične družbe. Revizionizem se torej nanaša na napadanje, predvsem pa potvarjanje osnovnih elementov marksizma in odpravljanje njegove radikalnosti. 
Takšno definicijo revizionizma moramo dopolniti pred morebitnim nesporazumom. Revizionizem ni vezan le na Marxa in Engelsa, temveč vse marksistične avtorje. Posledično ni vezan le na marksistično analizo kapitalizma, temveč tudi na marksistično teorijo prakse (in dejansko revolucionarno prakso). Ta ni omejena le na boj proti kapitalizmu, ampak tudi na gradnjo komunizma; revizionizem se tako lahko pojavi tudi pod socializmom. 

## Boj proti revizionizmu in svoboda kritike
Boj proti revizionizmu ne izključuje sleherne kritike znotraj marksistične struje. Ta je nasprotno pomembna za razvoj marksistične misli in je v slednjo tudi zapisana. Ta namreč gradi na historičnem materializmu, kar tudi pomeni, da upošteva zgodovinske okoliščine, v katerih je nastala vsakršna teorija, vključno z marksistično. 
Temu primerno upošteva, da z družbenim razvojem določeni deli teorije postanejo zastareli; nadalje se drugi deli lahko izkažejo za pomanjkljive ali napačne. Takšen primer je na primer vloga malomeščanstva v razrednem boju. Marx in Engels sta predvidevala, da bo proletarizacija malomeščanstva pomemben katalizator v razrednem boju, saj bi s tem proletariat na svojo stran pridobil njihovo intelektualno znanje; zgodovinski razvoj je pokazal, da se malomeščanstvo zdrsu v vrste proletariata upira, tudi z aktivnim bojem proti slednjemu.
Je pa treba razlikovati med konstruktivno svobodno kritiko, ki naslavlja dejanske pomanjkljivosti v marksistični doktrini, ter revizionizmom oziroma neutemeljenim potvarjanjem temeljev marksizma pod pretvezo svobode kritike. V drugem primeru ni več govora o zatiranju svobode kritike, ampak o boju proti revizionizmu pod krinko svobodne in konstruktivne kritike. 

## Primeri revizionizma

### Kritika kapitalizma

#### Opustitev zahtev po revoluciji
Ena izmed največjih vej revizionizma je opustitev pozicije, da se razredna nasprotja kapitalizma oziroma razredne družbe nasploh dajo razrešiti le z revolucijo, da torej konflikt med izkoriščanim in izkoriščevalskim razredom ni možno mirno razrešiti, torej, da bosta zadovoljni obe strani. Druga pomembna pozicija revizionizma, ki se prepleta s prvo, je opustitev teze, da notranja nasprotja kapitalizma ter sam razvoj slednjega silijo v preseganje samega sebe, ga torej silijo v razvoj novega ekonomskega sistema (komunizma).
Na tem področju sta reformizem in revizionizem močno povezana, nista pa sinonima. Revizionizem je teoretska podlaga za reformizem, tega pa lahko nadalje spodbudi vrsta zmag v reformističnih bojih (s čimer se ustvari vtis, da je razrešitev razrednega boja le vrsta reformističnih zmag, da bodo zadeve vedno tekle tako gladko).

##### Država kot posrednik med delom in kapitalom
Eden izmed pomembnejših elementov reformizma je, da se razredna nasprotja, s tem pa tudi razredni konflikt, da pomiriti s prisotnostjo države kot posrednikom med sprtima stranema. Po takšnem mišljenju se je država zmožna povzpeti nad razredni konflikt, predpostavlja vir univerzalne racionalnosti, iz tega razloga pa naj bi tudi bila zmožna dokončno razrešiti razredni konflikt med delom in kapitalom (na osnovi razuma).
Marksizem takšnemu pojmovanju očita, da je površinsko. Natančneje: največja pomanjkljivost je v nezmožnosti razločevanja med interesi individualnih kapitalistov in interesi kapitalizma (in s tem buržoazije) kot celote, ravno ta razlika pa je ključna za razumevanje delovanja države. 
Buržoazna država tako brez večjih problemov povozi interese individualnih kapitalistov, ne da bi pri tem delovala v nasprotju kapitalizma kot takega. Državna lastnina je na primer v nasprotju z neposrednimi interesi (vsaj nekaterih) kapitalistov, je pa v interesu kapitalizma kot takega (npr. državna infrastruktura, kot so ceste, pošta....). Nadalje je sprejetje reformističnih ukrepov, kot na primer zakonsko določene minimalne plače ali zakonska omejitev delovnega dneva, v nasprotju s kratkoročnimi interesi buržoazije. Kljub temu pa so takšni ukrepi v njenem dolgoročnem interesu; (začasno) zmanjšanje profitne mere je za buržoazijo manjše zlo kot njena razlastitev. Podobno velja za fašistično državo, ki jo buržoazija prenaša, ker nima realne alternative komunistični revoluciji.
Opazka, da je država, vsaj neposredno, nad razrednim konfliktom, drži. Ampak takšen odnos je le površinski. Država se sicer povzpne nad takojšnje razredne konflikte in jih brzda, a istočasno ta država ni abstraktna tvorba, ampak nasprotno izhaja iz istega razrednega konflikta. Obstoj države tako ne dokazuje, da je razredni konflikt možno trajno razrešiti (v okviru obstoječih razrednih struktur), ampak nasprotno; da država obstaja ravno zato, ker se ta konflikt ni zmožen sam razrešiti. Njegovo eskalacijo do revolucionarnih razsežnosti lahko prepreči samo višja sila, ki jo iz te nuje proizvede sama razredna struktura.

##### Kapitalistična protislovja
Marksistična analiza kapitalistične ekonomije vključuje tezo, da je ta zaradi lastnih notranjih protislovij že po svoji naravi nestabilna. Ta nestabilnost ima destruktivne razsežnosti, saj omenjena protislovja občasno dosežejo vrhunec in izbruhnejo kot periodične gospodarske krize. Ker nadalje ta protislovja izhajajo iz temeljnih mehanizmov kapitalistične produkcije (npr. kriza zaradi preobilja, kaotičnost trga...), iz tega tudi sledi pomembna teza, da je kapitalistične krize možno odpraviti le z odpravo kapitalizma samega.
Revizionistična različica temu oporeka; trdi, da je kapitalizem razvil mehanizme, ki krize omilijo, zamaknejo in dokončno odpravijo. Dva najpogostejša instrumenta, ki naj bi izpolnila to nalogo, sta kreditni sistem in monopoli; prvi naj bi zapolnili denarne deficite (zastoj na tem mestu tudi začne krizo), drugi pa odpravili tržno anarhijo. Ne eno ne drugo pa krize ne v teoriji ne v praksi ne odpravlja. 
Kredit opravlja dve funkciji; lahko prevzame funkcijo plačilnega sredstva (tj. kreditni denar), lahko pa kot finančni vzvod sodeluje (preko bank) pri mobilizaciji družbenega kapitala. Na temeljni vzrok krize (prevelika produkcija (hiperprodukcija) glede na tržno povpraševanje) nima vpliva. Nasprotno. Ravno zato, ker kreditni sistem silovito poveča obseg produkcija, ta toliko hitreje preide v hiperprodukcijo, uničenje pa je zaradi nagle rasti toliko večje. S tem, ko omogoča lažjo špekulacijo, kreditni sistem nadalje še dodatno destabilizira trg. Kredit tako krize ne odpravlja, ampak poveča njene razsežnosti.
Monopoli ravno tako ne odpravljajo anarhije trga. Prvi razlog je v tem, da so sami monopoli nestabilni; osnovani so izključno z namenom povišati profit in se tudi razpustijo, ko niso več zmožni izpolnjevati tega cilja (npr. v času krize). Drugi razlog je v samem delovanju monopola; ta ima višji profit, ker ga realizira na škodo drugih, ne-monopoliziranih sfer. Drugače: monopol lahko funkcionira ravno zato, ker ne zajema celotne družbene ekonomije. V takšnem primeru bi monopol izgubil svoj pomen, saj ne bi imel nadpovprečnega profita, ravno to pa je osnovni smoter monopola. Nadalje monopol, tako kot kreditni sistem, ne naslovijo temeljnega vzroka gospodarske krize, ampak nasprotno naslavljajo vprašanje razporeditve kriznega udarca znotraj družbenega kapitala (učinki krize ostanejo za delavski razred enaki).
Pristop, da razliko med ponudbo in povpraševanjem zapolni država, ravno tako ne odpravi krize. Če je trg prenasičen, je vseeno, ali je vir povpraševanja država ali privatni sektor. Opcija, da država proizvaja povpraševanje zgolj zavoljo povpraševanja (kot npr. z vojaškimi izdatki), je neustrezno naslavljanje notranjih protislovij kapitalizma; pomeni zavestno trošiti ogromne količine sredstev in človeškega dela zgolj za reševanje investicij kapitala, delavski razred pa s takšnim pristopom ni nič na boljšem. 
Primer prvega pristopa je mešana ekonomija pod keynesianskim pristopom, ki pa je še vedno podrejena tržnim zakonitostim in s tem istim mehanizmom, ki povzročajo krize. Primer drugega pristopa je militarizem, zagovarjanje takšnega pristopa v imenu proletariata pa ima vrsto pomanjkljivosti (vključno z nekritičnostjo do militarizma in imperializma); vse izhajajo iz nezmožnosti razlikovanja med interesi buržoazije in interesi proletariata (v Komunističnem manifestu je takšno razmišljanje označeno za buržoazni utopični socializem).

#### Pristop do imperializma
Pri vprašanju imperializma in kapitalizma je za marksizem ključno vprašanje, kakšen je odnos med imperializmom in razvojem kapitalističnega načina produkcije. Drugače povedano: ali imperializem izhaja iz same kapitalistične produkcije, ali se pojavi kot odgovor na njena notranja protislovja? Če je odgovor odklonilen, ima kapitalizem do imperializma povsem oportunistični pristop; poslužuje se ga, ker je v danih zgodovinskih okoliščinah to zanj ugodno (je priložnosten vir dodatnega profita). Če je odgovor pritrdilen, imperializem ni zgodovinska dediščina, ki jo kapitalizem podeduje, ampak ga na neki točki poraja sam kapitalizem. V tem primeru sta imperializem in kapitalizem neločljiva; v prvem primeru ne.  
Nadalje: kakšni so odnosi med več imperialističnimi silami? Ali se konflikti med njimi sčasoma stopnjujejo, pomirjajo ali pa se nasprotno vzpostavi cikel vojn in premirij? Kar vodi do odločilnega vprašanja: ali je možno trajno odpraviti konflikt med imperialističnimi silami?
Revizionizem na prvi sklop vprašanj odgovori odklonilno; za imperializem trdi, da je le eden izmed možnih rezultatov kapitalističnega razvoja, da lahko kapitalizem preživi tudi brez imperializma. To ima za posledico ločitev proti-kapitalističnega in proti-imperialističnega boja. Vprašanje imperializma tako ni več ekonomsko in politično, temveč le še politično; s tem pa se iz vprašanja izpusti tudi vzrok imperializma.
Alternativna verzija revizionizma se obesi ravno na ekonomsko plat imperializma, ki jo predstavlja kot »dokaz«, da kapitalistični imperializem sam na sebi ne vodi v vojne in da možnosti zanje celo zmanjšuje. Po takšni logiki je to zato, ker je ključni element kapitalističnega imperializma ekonomski, posledično pa naj bi to veljalo tudi za metode njegove širitve; širil naj bi se predvsem preko trgov, ne z vojsko. Takšno pojmovanje vojne in imperializma je problematično iz dveh razlogov. 
Prvič: pove samo, da se kapital raje širi preko trgov kot preko vojne, ne pove pa, kaj se zgodi, ko takšen pristop ni dovolj. Ne pove, kaj se zgodi, če (bodoča) kolonija uvede protekcionistično ekonomsko politiko ali če se poskusi osamosvojiti; ne bo deležna samo ekonomskega (npr. sankcij), ampak tudi političnega (vključno z državnimi udari) in vojaškega pritiska. Nadalje zanemarja zatiranje domorodnega prebivalstva v kolonijah in večinoma nasilnega prilaščanja zemlje. Nič izmed naštetega ni »mirna širitev preko trgov«.
Drugič: ne zagotavlja miru niti med imperialističnimi deželami. Ultra-imperializem, na primer, namiguje na možnost, da se bodo finančni kapitali vseh imperialističnih dežel sčasoma združili in bodo skupaj izkoriščali preostanek sveta. Do tega pa ne pride iz istega razloga, kot ne pride do združitve vseh kapitalov v skupni družbeni monopol; ker je odločilni faktor pri delitvi plena med imperialističnimi silami njihova relativna moč. Vsaka imperialistična sila se hoče okoristiti na račun drugih sil in aktivno išče priložnosti za takšno uveljavljanje svojih interesov; zavezništva med imperialisti so le dodatno orodje za dosego tega cilja. Imperialistične sile so neizogibno potisnjene v medsebojno tekmovanje, ker je količina razpoložljivega plena (tj. nezasedenih ozemelj) omejena, kar vodi v konflikt za ponovno delitev sveta med imperialističnimi silami. Ultra-imperializem je tako revizionističen, ker zanika nujnost konfliktov, ki izhajajo iz imperializma.

### Socialistična politika

#### Trg in socializem
Blagovno gospodarstvo je gospodarstvo, kjer individualni produkcijski obrati zaradi družbene delitve dela niso medsebojno neodvisni; ne producirajo torej v prvi vrsti zase, ampak za nekoga drugega. Zaradi kapitalistične privatne lastnine pa družbena produkcija ni direktno povezana v celoto, ampak je razbita na vrsto posameznih kapitalov, ti pa stopajo v medsebojne stike preko blagovne menjave (tako pridejo tudi do končnih potrošnikov); ta je tako glavni kohezivni element kapitalistične ekonomije.
Komunizem, za katerega je značilno plansko gospodarstvo, trga ne potrebuje; niti produkcija niti distribucija nista določeni na osnovi trga in interesov posameznih kapitalov, temveč sta zavestno načrtovana na nivoju celotne družbe. Produkcija ni več vezana na zahtevo po nenehni in siloviti rasti (posledica zahteve kapitala po čimvečjem profitu); ravno tako se produkcija ne določa glede na kapacitete trga (tj. »kaj se bo lahko prodalo«), ampak glede na dejanske družbene potrebe. Te so tudi osrednji element pri postavljanju sistema distribucije družbenega produkta; v kapitalizmu je družbena potreba določena glede na tržne potrebe (tj. potrebe potrošnika so določene z njegovo kupno močjo).
Plansko gospodarstvo, ki v celoti odpravi blagovno menjavo, mora imeti pod svojim nadzorom celotno družbeno ekonomijo. V socializmu (nižji stopnji komunizma) ni nujno, da je ta pogoj dejansko izpolnjen; zgodovinski primer so kolhozi v ZSSR. Ti so sicer bili na državnem zemljišču in so uporabljali državna produkcijska sredstva, a niso bili povsem integrirani v plansko gospodarstvo; pridelek so obdržali kolhozi, ki so s preostankom družbe bili ekonomsko povezani preko blagovne menjave (tj. zamenjava pridelka za industrijske izdelke in gorivo). Ohranitev elementov blagovne menjave je bila zgodovinsko pogojena okoliščina; takšna politika je izhajala iz velikega deleža kmečkega prebivalstva, ki še niso bilo močno povezani z mestom. Opisan ekonomski odnos (blagovne menjave) med državno ekonomijo in kolhozi tako ni bil mišljen kot trajna rešitev, ampak kot tranzicija integracije v plansko gospodarstvo in dokončno odpravo blagovne produkcije. 
Revizionistična smer zavzame nasprotno smer. Tržnih elementov ne vidi kot ostankov preteklega družbenega reda, ki bodo sčasoma odmrli, ampak jih revizionizem nasprotno utrjuje. 
Zgodovinski primer iz Sovjetske Zveze je poskus Libermannove reforme iz leta 1965. Med pomembnejše ukrepe spadajo uvedba profitabilnosti kot pomembnega ekonomskega indikatorja, ki tudi bistveno vpliva na gospodarsko planiranje. Reforma je nadalje predvidela povečano avtonomijo državnih podjetij; gospodarski plani tako ne bi bili več zavezujoče direktive, ampak vodila, ki naj bi se jih implementirala preko ekonomskih vzvodov (materialnih stimulacij). Z večjo avtonomijo državnih podjetij in profitabilnostjo kot pomembnim ekonomskim indikatorjem se je vzpostavil socialistični trg, ki je imel veliko sorodnih značilnosti s kapitalističnim trgom (entropija na makro ekonomskem nivoju in povečevanje družbene neenakosti). Revizionistični pristop do trga in planskega gospodarstva tako ni zabrisoval ostankov razredne družbe, ampak jih je okrepil.

#### Mirna koeksistenca
Mirne koeksistence ne smemo enačiti z enkratnimi kompromisi socialistične oblasti, ki so posledica neugodnega mednarodnega položaja. Brest-litovski mir je na primer bil podpisan z namenom povečanja možnosti, da se oktobrska revolucija obdrži (tudi zato, ker nemške revolucije še ni bilo na vidiku); bil je torej kompromis, ki je bil ključnega pomena za preživetje nove revolucionarne oblasti (ki je bila istočasno vpletena še v državljansko vojno). 
Mirna koeksistenca nasprotno označuje pozicijo, da lahko socialistični in kapitalistični blok držav sobivata, da je takšno ravnotežje stabilno in se lahko obdrži tudi na dolgi rok.Takšna pozicija se razlikuje od proletarskega internacionalizma, ki komunistične revolucije ne pojmuje kot nacionalni, temveč kot svetovni proces, temu primerno pa do kapitalističnega sveta zavzame antagonističen odnos. V proletarskem internacionalizmu socialistična dežela podpre revolucionarne boje v tujini; mirna koeksistenca je do takšnega pristopa zadržana, saj bi škodoval odnosom z imperialističnimi državami. Mirna koeksistenca (v revizionističnem pomenu besede) tako pomeni koeksistenco z imperializmom in minimalno nasprotovanje le-temu.
Zgodovinsko je koncept uveljavil Nikita Hruščov, ki je v svoji zunanji politiki poudarjal prijateljski odnos in sodelovanje z ZDA. Njegov pristop je bil deležen kritike s strani marksistov drugih socialističnih dežel. Mao Zedong je Hruščovu na primer očital, da je z mirno koeksistenco iz boja med socializmom in kapitalizmom izpustil najprej politično vsebino, s poudarkom na prijateljskem sodelovanju pa še konflikt kot tak. Nadalje mu je očital, da je s tem opustil načelo svetovne revolucije in ga zato označil za »izdajalca marksizma-leninizma«. 
Podobno mnenje je izrazil Che Guevara, ki je, tako kot Mao, izpostavil, da sobivanje socialističnih in kapitalističnih držav ne pomeni razrednega sobivanja. Nadalje je izpostavil, da v praksi mirna koeksistenca pomeni, da naj imperialistične velesile (kot npr. ZDA) nadalje neovirano izvajajo kolonializem in neokolonializem. Iz tega je postavil zahtevo, da naj mirna koeksistenca ne velja le za svetovne velesile, ampak za vse države sveta. Podobno pozicijo je Lenin zavzel pod frazo »pravica narodov do samoodločbe«.